# Петров Микола Олександрович
Мико́ла Олекса́ндрович Петро́в (* 6 вересня 1875, Єлець, Орловська губернія — † 9 квітня 1940, Київ), український вчений у галузі фотографії.

## Життєпис
Батько його — почесний громадянин Єльця Петров Олександр Олександрович, купець. 1894-го Микола закінчує Воронезьке училище, того ж року помирає батько.
Випускник сільськогосподарського відділення Ризького політехнічного інституту — за матеріальної підтримки старшого брата. Студентом у 1896 році на виставці в Ризі отримав золотий жетон — першу нагороду за фотороботи. У 1900—1903 роках вдосконалювався в науках у Німеччині — за здобутим там фахом та у галузі фотографії — технології озотипії, бромойлі, вінтажі, пігментному друку.
1904 року отримав звання члена-кореспондента Фотографічного товариства в Карлсруе.
В 1905—1920 роках викладав у Київському політехнічному інституті — спочатку позаштатний лаборант з правами державної служби але без утримання при кафедрі ботаніки, старший агроном. Читав лекції та вів практичні заняття з фотографії — перші у вищих навчальних закладах Російської імперії; згодом це були окремі лекції — «Енциклопедія фотографії», «Історія фотографії», «Практична фотографія», «Технічня фотографія», «Фотокінолабораторія». В перший же рік роботи в КПІ узявся створювати при Механічних майстернях інституту спеціальну фотографічну лабораторію, яку невдовзі було визнано однією з найкращих в Російській імперії. При лабораторії проводилася науково-дослідна робота, було розроблено нові методи дослідження речових доказів з допомогою їх фотографування — для потреб судової експертизи в інфрачервоних, рентгенівських, та ультрафіолетових променях, технології прочитання вицвілих, стертих чи витравлених написів.
1908 року очолюване ним товариство провело Другу міжнародну фотовиставку, до складу журі входили, серед інших, Петров та тодішній ректор КПІ Георгій Де-Метц.
У 1906—1912 — голова товариства «Даґер», серед шереги інших в товаристві навчався і майбутній кінооператор Данило Демуцький. З 1906 року очолював Фотографічний відділ Київського відділення Російського технічного товариства. Першим у вітчизняному фотомистецтві застосовує об'єктив типу «монокль» — однолінзову систему, що дає можливість досягати особливої живописності зображення завдяки «м'якій», дещо розпливчастій промальовці деталей. Був співредактором і керівником художнього відділу московського журналу «Вестник фотографии».
Був професором київського художнього інституту та інституту кінематографії; завідувач відділу Київського науково-дослідного інституту судових експертиз в 1916—1939 роках.
Серед його праць:
- 1912, «Художня фотографія в Росії», Німеччина,
- 1913 «Пікторіальна фотографія в Росії», Велика Британія.

Його авторству належать праці з теорії художньої фотографії. Розробляв і вдосконалював процеси художнього друку фотографій.
1936 року його розбив параліч, помер 1940.
Перша виставка його унікальних робіт відбулася 2004 року в Москві — твори, які зберігалися в сімейному архіві Ольги Іванівни Шмальгаузен, доньки академіка І.Шмальгаузена.
У 1900-х роках в Києві помирає перша жінка, одружується вдруге, дітей у шлюбах не було.